# Райт-им-Альпбахталь
Райт-им-Альпбахталь (нем. Reith im Alpbachtal) — коммуна в Австрии, в федеральной земле Тироль. Входит в округ Куфштайн. Площадь коммуны составляет 27,41 км², население — 2769 человек (1 января 2021), плотность населения — 101 чел./км². Официальный код — 70 522.
На территории коммуны располагается замок Матцен, который впервые упоминается в документе за 1278 год.

## Население
| Год  | Численность |
| ---- | ----------- |
| 1869 | 1080        |
| 1889 | 1135        |
| 1890 | 1109        |
| 1900 | 1064        |
| 1910 | 1068        |
| 1923 | 1190        |
| 1934 | 1361        |
| 1939 | 1403        |
| 1951 | 1592        |
| 1961 | 1635        |
| 1971 | 1897        |
| 1981 | 2174        |
| 1991 | 2510        |
| 2001 | 2635        |
| 2011 | 2668        |
| 2021 | 2769        |

## Политическая ситуация
Бургомистр коммуны — Йохан Талер (местный блок) по результатам выборов 2004 года.
Совет представителей коммуны (нем. Gemeinderat) состоит из 15 мест.